# Spiel des Jahres
El Spiel des Jahres («joc de l'any» en alemany) és un premi concedit anualment a jocs de tauler i jocs de cartes. El premi es creà l'any 1978 per premiar l'excel·lència en la creació i disseny de jocs i per fomentar jocs de qualitat al mercat alemany. En els anys següents es va anar consolidant com un dels premis més prestigiosos dins el món dels jocs i actualment n'és una referència imprescindible, ja que assegura un nombre molt alt de còpies venudes i difusió als mitjans.

## Criteris per a la concessió del premi
El premi el concedeix un jurat que revisa els jocs publicats a Alemanya durant els dotze mesos anteriors. Habitualment els jocs considerats són jocs d'estil europeu (eurogames) i no els tradicionals jocs de guerra (wargames). Des de 1989 es concedeix també un premi independent a jocs per a nens. A més de les nominacions, el jurat també proporciona una llista de jocs recomanats i, a vegades, concedeix premis especials a jocs que no encaixen dins les categories principals.
Els criteris principals per a la concessió del premi són:
1. Idea del joc i originalitat
2. Estructura i claredat de les regles
3. Presentació (il·lustracions principals i components)
4. Mecànica del joc

## Guanyadors del premi

### PremiSpiel des Jahres
| Any  | Guanyador                                 | Creador                                                                                           | Editor original                     |
| ---- | ----------------------------------------- | ------------------------------------------------------------------------------------------------- | ----------------------------------- |
| 2025 | Bomb Busters                              | Hisashi Hayashi                                                                                   | Pegasus Spiele                      |
| 2024 | Sky Team                                  | Luc Rémond                                                                                        | Kosmos                              |
| 2023 | Dorfromantik                              | Michael Palm i Lukas Zach                                                                         | Pegasus Spiele                      |
| 2022 | Cascadia                                  | Randy Flynn                                                                                       | Flatout Games/AEG/Kosmos            |
| 2021 | MicroMacro: Crime City                    | Johannes Sich                                                                                     | Edition Spielwiese / Pegasus Spiele |
| 2020 | Pictures                                  | Daniela i Christian Stöhr                                                                         | PD-Verlag                           |
| 2019 | Just One                                  | Ludovic Roudy i Bruno Sautter                                                                     | Repos Production (Asmodee)          |
| 2018 | Azul                                      | Michael Kiesling                                                                                  | Next Move/Plan B Games              |
| 2017 | Kingdomino                                | Bruno Cathala                                                                                     | Pegasus Spiele                      |
| 2016 | Codi secret                               | Vladimír Chvátil                                                                                  | Czech Games Edition                 |
| 2015 | Colt Express                              | Christophe Raimbault                                                                              | Ludonaute                           |
| 2014 | Camel Up                                  | Steffen Bogen                                                                                     | Eggertspiele                        |
| 2013 | Hanabi                                    | Antoine Bauza                                                                                     | Asmodée Éditions                    |
| 2012 | Kingdom Builder                           | Donald X. Vaccarino                                                                               | Queen Games                         |
| 2011 | Qwirkle                                   | Susan McKinley Ross                                                                               | Schmidt Spiele                      |
| 2010 | Dixit                                     | Jean-Louis Roubira                                                                                | Libellud                            |
| 2009 | Dominion                                  | Donald X. Vaccarino                                                                               | Rio Grande Games                    |
| 2008 | Keltis                                    | Reiner Knizia                                                                                     | Kosmos                              |
| 2007 | Zooloretto                                | Michael Schacht                                                                                   | Abacusspiele                        |
| 2006 | Thurn und Taxis                           | Karen i Andreas Seyfarth                                                                          | Hans im Glück                       |
| 2005 | Niagara                                   | Thomas Liesching                                                                                  | Zoch Verlag                         |
| 2004 | Ticket to Ride                            | Alan R. Moon                                                                                      | Days of Wonder                      |
| 2003 | Alhambra                                  | Dirk Henn                                                                                         | Queen Games                         |
| 2002 | Villa Paletti                             | Bill Payne                                                                                        | Zoch Verlag                         |
| 2001 | Carcassonne                               | Klaus-Jürgen Wrede                                                                                | Hans im Glück                       |
| 2000 | Torres                                    | Wolfgang Kramer i Michael Kiesling                                                                | Ravensburger                        |
| 1999 | Tikal                                     | Michael Kiesling i Wolfgang Kramer                                                                | Ravensburger                        |
| 1998 | Elfenland                                 | Alan R. Moon                                                                                      | Amigo Spiele                        |
| 1997 | Mississippi Queen                         | Werner Hodel                                                                                      | Goldsieber                          |
| 1996 | El Grande                                 | Wolfgang Kramer i Richard Ulrich                                                                  | Hans im Glück                       |
| 1995 | Die Siedler von Catan                     | Klaus Teuber                                                                                      | Kosmos                              |
| 1994 | Manhattan                                 | Andreas Seyfarth                                                                                  | Hans im Glück                       |
| 1993 | Call My Bluff                             | Richard Borg                                                                                      | F.X. Schmid                         |
| 1992 | Um Reifenbreite                           | Rob Bontenbal                                                                                     | Jumbo                               |
| 1991 | Drunter und Drüber                        | Klaus Teuber                                                                                      | Hans im Glück                       |
| 1990 | Hoity Toity (també Adel Verpflichtet)     | Klaus Teuber                                                                                      | F.X. Schmid                         |
| 1989 | Café International                        | Rudi Hoffmann                                                                                     | Mattel                              |
| 1988 | Barbarossa                                | Klaus Teuber                                                                                      | Altenburger und Stralsunder         |
| 1987 | Auf Achse                                 | Wolfgang Kramer                                                                                   | F.X. Schmid                         |
| 1986 | Top Secret Spies (també Heimlich and Co.) | Wolfgang Kramer                                                                                   | Ravensburger                        |
| 1985 | Sherlock Holmes Consulting Detective      | Raymond Edwards, Suzanne Goldberg i Gary Grady                                                    | Kosmos                              |
| 1984 | Railway Rivals (també Dampfross)          | David Watts                                                                                       | Schmidt Spiele                      |
| 1983 | Scotland Yard                             | Werner Schlegel, Dorothy Garrels, Fritz Ifland, Manfred Burggraf, Werner Scheerer i Wolf Hoermann | Ravensburger                        |
| 1982 | Enchanted Forest (també Sagaland)         | Alex Randolph i Michel Matschoss                                                                  | Ravensburger                        |
| 1981 | Focus                                     | Sid Sackson                                                                                       | Parker                              |
| 1980 | Rummikub                                  | Ephraim Hertzano                                                                                  | Intelli                             |
| 1979 | Hare and Tortoise (també Hase und Igel)   | David Parlett                                                                                     | Ravensburger                        |

### Premis al joc complex
Es va decidir atorgar un premi Connoiseur o Kennerspiel des Jahres per a jocs més complexos
| Any  | Guanyador                            | Creador                                | Editor original                 |
| ---- | ------------------------------------ | -------------------------------------- | ------------------------------- |
| 2025 | Endeavor: Deep Sea                   | Carl de Visser i Jarratt Gray          | Burnt Island Games              |
| 2024 | Daybreak                             | Matt Leacock i Matteo Menapace         | Schmidt                         |
| 2023 | Challengers!                         | Johannes Krenner i Markus Slawitscheck | 1 More Time Games / Z-Man Games |
| 2022 | Livingforest                         | Aske Christiansen                      | Pegasus Spiele/Ludonaute        |
| 2021 | Paleo                                | Peter Rustemeyer                       | Hans in Glück                   |
| 2020 | The Crew: The Quest for Planet 9     | Thomas Sing                            | Kosmos                          |
| 2019 | Wingspan                             | Elizabeth Hargrave                     | Stonemaier Games                |
| 2018 | The Quacks of Quedlinburg            | Wolfgang Warsch                        | Schmidt Spiele                  |
| 2017 | Exit - The Game                      | Inka Brand i Markus Brand              | Kosmos                          |
| 2016 | Isle of Skye: From Chieftain to King | Andreas Pelikan i Alexander Pfister    | Mayfair                         |
| 2015 | Broom service                        | Andreas Pelikan i Alexander Pfister    | Ravensburger                    |
| 2014 | Istanbul                             | Rüdiger Dorn                           | Pegasus Spiele                  |
| 2013 | Legends of Andor                     | Michael Menzel                         | Fantasy Flight Games            |
| 2012 | Village                              | Inka Brand i Markus Brand              | Pegasus Spiele                  |
| 2011 | 7 wonders                            | Antoine Bauza                          | Repos Production                |

### Premis especials
| Any  | Premi                                | Guanyador                         | Creador                          | Editor original                  |
| ---- | ------------------------------------ | --------------------------------- | -------------------------------- | -------------------------------- |
| 2008 | Millor joc complex                   | Agricola                          | Uwe Rosenberg                    | Lookout Games                    |
| 2007 | no es concedí cap premi especial     | no es concedí cap premi especial  | no es concedí cap premi especial | no es concedí cap premi especial |
| 2006 | Millor joc complex                   | Caylus                            | William Attia                    | Ẏstari Games                     |
| 2006 | Millor joc de fantasia               | Shadows Over Camelot              | Serge Laget i Bruno Cathala      | Days of Wonder                   |
| 2005 | no es concedí cap premi especial     | no es concedí cap premi especial  | no es concedí cap premi especial | no es concedí cap premi especial |
| 2004 | no es concedí cap premi especial     | no es concedí cap premi especial  | no es concedí cap premi especial | no es concedí cap premi especial |
| 2003 | no es concedí cap premi especial     | no es concedí cap premi especial  | no es concedí cap premi especial | no es concedí cap premi especial |
| 2002 | no es concedí cap premi especial     | no es concedí cap premi especial  | no es concedí cap premi especial | no es concedí cap premi especial |
| 2001 | Millor ús de la història en un joc   | Troia                             | Thomas Fackler                   | Zeitstein Spiele                 |
| 2001 | Millor ús de la literatura en un joc | El Senyor dels Anells             | Reiner Knizia                    | Kosmos                           |
| 2000 | no es concedí cap premi especial     | no es concedí cap premi especial  | no es concedí cap premi especial | no es concedí cap premi especial |
| 1999 | no es concedí cap premi especial     | no es concedí cap premi especial  | no es concedí cap premi especial | no es concedí cap premi especial |
| 1998 | no es concedí cap premi especial     | no es concedí cap premi especial  | no es concedí cap premi especial | no es concedí cap premi especial |
| 1997 | Millor joc d'habilitat               | Husarengolf                       | Torsten Marold                   | Abacus                           |
| 1997 | Joc més maco                         | Aztec                             | Niek Neuwahl                     | Zoch Spiele                      |
| 1996 | Millor joc d'habilitat               | Carabande                         | Jean du Poel                     | Goldsieber                       |
| 1996 | Joc més maco                         | Venice Connection                 | Alex Randolph                    | Drei Magier Spiele               |
| 1995 | Millor puzzle                        | 3D Krimi-Puzzle                   | -                                | Milton Bradley                   |
| 1995 | Joc més maco                         | Tri-Ba-Lance                      | Michael Sohre                    | Theta Promotions                 |
| 1994 | Joc més maco                         | Doctor Faust                      | Reinhold Wittig                  | Blatz Spiele                     |
| 1993 | Joc més maco                         | Kula Kula                         | Reinhold Wittig                  | Blatz Spiele                     |
| 1992 | no es concedí cap premi especial     | no es concedí cap premi especial  | no es concedí cap premi especial | no es concedí cap premi especial |
| 1991 | Joc més maco                         | Master Labyrinth                  | Max Kobbert                      | Ravensburger                     |
| 1990 | Joc més maco                         | Life Style                        | no specific designer             | Ravensburger                     |
| 1989 | Joc més maco                         | Henne Berta                       | Geni Wyss                        | Habermaaß                        |
| 1988 | Millor joc cooperatiu                | Sauerbaum                         | Johannes Tranelis                | Herder                           |
| 1988 | Joc més maco                         | Inkognito                         | Alex Randolph i Leo Colovini     | Milton Bradley                   |
| 1987 | Joc més maco                         | Tatort Nachtexpress               | Jeff Smets                       | Jumbo                            |
| 1986 | Joc més maco                         | Müller & Sohn                     | Reinhold Wittig                  | Kosmos                           |
| 1985 | Joc més maco                         | Die drei Magier                   | Johann Rüttinger                 | Drei Magier Spiele               |
| 1984 | Joc més maco                         | Uisge                             | Roland Siegers                   | Hexagames                        |
| 1983 | Joc més maco                         | Wir füttern die kleinen Nilpferde | Reinhold Wittig                  | Edition Perlhuhn                 |
| 1982 | Joc més maco                         | Skript                            | Henri Sala                       | Jumbo                            |
| 1981 | Joc més maco                         | Ra                                | Marco Donadoni                   | International Team               |
| 1980 | Millor puzzle                        | Cub de Rubik                      | Ernö Rubik                       | Arxon                            |
| 1980 | Joc més maco                         | Spiel                             | Reinhold Wittig                  | Edition Perlhuhn                 |
| 1979 | Joc més maco                         | Seti                              | -                                | Bütehorn                         |